# Джексон, Мервин
Мервин П. «Мерв» Джексон-младший (англ. Mervin P. "Merv" Jackson, Jr.; 15 августа 1946, Саванна, Джорджия — 7 июня 2012, Чикаго, Иллинойс) — американский профессиональный баскетболист, выступавший в Американской баскетбольной ассоциации, отыграв пять неполных из девяти сезонов её существования. Чемпион АБА в сезоне 1970/1971 годов в составе команды «Юта Старз».

## Ранние годы
Мервин Джексон родился 15 августа 1946 года в городе Саванна (штат Джорджия), где учился в средней школе имени Альфреда Эли Бича, в которой играл за местную баскетбольную команду.